# Saison 2020-2021 de l'USM Alger
Maillots
Chronologie
Saison précédente Saison suivante
La saison 2020-2021 de l'USM Alger est la 41e saison du club en première division algérienne. Le club s'engage en Ligue 1 et en Coupe d'Algérie. Le 13 mai, Achour Djelloul a annoncé qu'il avait signé avec Anthar Yahia pour être le nouveau directeur sportif pour trois ans et Abdelghani Haddi en tant que nouveau directeur général. Yahia a dit qu'il avait des offres de France, mais qu'il préférait le projet des Rouges et Noirs, surtout que les idées qu'il voulait mettre en œuvre sont les mêmes qu'Achour Djelloul. Le 6 juillet, l'USM Alger signe un contrat de deux ans avec l'École supérieure d'hôtellerie et de restauration d'Alger Aïn Benian jusqu'à l'achèvement des travaux du centre de formation. Le contrat permettra à l'USM Alger d'utiliser le stade, la piscine , la salle de musculation, l'hôtel, la salle de sport, les bureaux et la salle de récupération et de massage.

## Transferts

### Transferts estivaux
| Date         | Nom                  | Poste     | Transfert                         | Provenance/Destination | Source |
| ------------ | -------------------- | --------- | --------------------------------- | ---------------------- | ------ |
| Arrivées     |                      |           |                                   |                        |        |
| 18 juin      | Oussama Abdeldjelil  | Attaquant | Transfert gratuit                 | SO Cholet              | [ 9 ]  |
| 10 juillet   | Mehdi Beneddine      | Défenseur | Transfert gratuit                 | US Quevilly-Rouen      |        |
| 10 juillet   | Salim Akkal          | Milieu    | Transfert gratuit                 | Angers SCO B           |        |
| 10 juillet   | Mazire Soula         | Milieu    | Transfert gratuit                 | Angers SCO B           |        |
| 17 août      | Saâdi Radouani       | Défenseur | Transfert gratuit                 | ES Sétif               | [ 10 ] |
| 17 août      | Fateh Achour         | Défenseur | Transfert gratuit                 | USM Bel Abbès          | [ 10 ] |
| 5 septembre  | Yacine Aliane        | Attaquant | Premier contrat professionnel     | USM Alger rés.         | [ 11 ] |
| 5 septembre  | Ahmed Bedjaoui       | Attaquant | Premier contrat professionnel     | USM Alger rés.         | [ 11 ] |
| 5 septembre  | Zinedine Abassi      | Gardien   | Premier contrat professionnel     | USM Alger rés.         | [ 11 ] |
| 5 septembre  | Abdelkrim Louanchi   | Attaquant | Premier contrat professionnel     | USM Alger rés.         | [ 11 ] |
| 5 septembre  | Mohamed Djenidi      | Milieu    | Premier contrat professionnel     | USM Alger rés.         | [ 11 ] |
| 5 septembre  | Wassim Ouhab         | Défenseur | Premier contrat professionnel     | USM Alger rés.         | [ 11 ] |
| 16 septembre | Ismail Belkacemi     | Attaquant | Transfert gratuit                 | CS Constantine         | [ 12 ] |
| 19 septembre | Taher Benkhelifa     | Milieu    | Transfert non dévoilé             | Paradou AC             | [ 13 ] |
| 22 septembre | Alexis Guendouz      | Gardien   | Transfert (15 mille euros)        | AS Saint-Étienne       | [ 14 ] |
| 29 septembre | Mustapha Bouchina    | Défenseur | Transfert (11 millions de dinars) | Paradou AC             | [ 15 ] |
| 1er octobre  | Zakaria Benchaâ      | Attaquant | Retour de prêt                    | CS Sfaxien             | [ 16 ] |
| 11 octobre   | Zineddine Belaïd     | Défenseur | Transfert non dévoilé             | NA Hussein Dey         | [ 17 ] |
| Départs      |                      |           |                                   |                        |        |
| 30 juin      | Taher Benkhelifa     | Milieu    | Retour de prêt                    | Paradou AC             |        |
| 25 juillet   | Mohamed Rabie Meftah | Défenseur | Transfert gratuit                 | NA Hussein Dey         | [ 18 ] |
| 2 septembre  | Ilyes Yaiche         | Milieu    | Transfert gratuit                 | CS Constantine         | ,      |
| 20 septembre | Ismaïl Mansouri      | Gardien   | Transfert gratuit                 | MO Béjaïa              | ,      |
| 20 septembre | Hichem Belkaroui     | Défenseur | Transfert gratuit                 | MC Oran                | [ 22 ] |
| 21 septembre | Muaid Ellafi         | Milieu    | Transfert gratuit                 | Wydad Athletic Club    | [ 23 ] |
| 23 septembre | Mohamed Tiboutine    | Défenseur | Transfert gratuit                 | USM Bel Abbès          | ,      |
| 24 septembre | Mustapha Kheiraoui   | Défenseur | Transfert gratuit                 | USM Bel Abbès          | ,      |
| 30 septembre | Redouane Cherifi     | Défenseur | Transfert gratuit                 | Ismaily SC             | ,      |
| 4 octobre    | Oualid Ardji         | Milieu    | Transfert gratuit                 | NA Hussein Dey         | [ 20 ] |
| 4 octobre    | Adem Redjehimi       | Attaquant | Transfert gratuit                 | CS Constantine         | ,      |
| 18 octobre   | Lyes Oukkal          | Défenseur | Transfert gratuit                 | JSM Skikda             | [ 20 ] |
| 27 octobre   | Ahmed Bedjaoui       | Attaquant | Prêt pour un an                   | RC Kouba               |        |
| 1er novembre | Zinedine Abassi      | Gardien   | Prêt pour un an                   | RC Arbaâ               |        |

### Transferts hivernaux
| Date       | Nom                 | Poste     | Transfert                   | Provenance/Destination | Source |
| ---------- | ------------------- | --------- | --------------------------- | ---------------------- | ------ |
| Arrivées   |                     |           |                             |                        |        |
| 31 janvier | Haithem Loucif      | Défenseur | Transfert non dévoilé       | Paradou AC             | ,      |
| 31 janvier | Zakaria Naidji      | Attaquant | Prêt pour six mois          | Paradou AC             | ,      |
| 31 janvier | Hamed Belem         | Attaquant | Transfert (75 mille euros)  | Rahimo FC              | ,      |
| 15 mars    | Kwame Opoku         | Attaquant | Transfert (350 mille euros) | Asante Kotoko          | [ 30 ] |
| 3 avril    | Houari Baouche      | Défenseur | Transfert gratuit           | USM Bel Abbès          | [ 31 ] |
| Départs    |                     |           |                             |                        |        |
| 28 janvier | Oussama Abdeldjelil | Attaquant | Transfert gratuit           | US Boulogne            | ,      |

## Compétitions
| Championnat d'Algérie     | Coupe de la Ligue                 | Supercoupe d'Algérie                  |
| ------------------------- | --------------------------------- | ------------------------------------- |
| Troisième place 65 points | Demi-finale face à NC Magra (2-1) | Finaliste face au CR Belouizdad (2-1) |
| 19V 8N 11D                | 2V 0N 1D                          | 0V 0N 1D                              |
| TOTAL : 21V 8N 13D        |                                   |                                       |

### Classement
| Rang | Équipe        | Pts | J  | G  | N  | P  | Bp | Bc | Diff | Qualification ou relégation                         |
| ---- | ------------- | --- | -- | -- | -- | -- | -- | -- | ---- | --------------------------------------------------- |
| 2    | ES Sétif -1*  | 72  | 38 | 21 | 9  | 8  | 69 | 32 | +37  | Qualification pour la Ligue des champions de la CAF |
| 3    | JS Saoura -3* | 69  | 38 | 20 | 9  | 9  | 60 | 30 | +30  | Qualification pour la Coupe de la confédération     |
| 4    | USM Alger     | 65  | 38 | 19 | 8  | 11 | 62 | 39 | +23  |                                                     |
| 5    | JS Kabylie L  | 61  | 38 | 17 | 10 | 11 | 44 | 33 | +11  | Qualification pour la Coupe de la confédération     |
| 6    | MC Oran       | 60  | 38 | 15 | 15 | 8  | 51 | 37 | +14  |                                                     |

#### Évolution du classement et des résultats
| Rang     | 20 | 18 | 17 | 19 | 19 | 14 | 12 | 10 | 9 | 6 | 6 | 8 | 9 | 10 | 9 | 10 | 10 | 9 | 7 | 7 | 6 | 6 | 6 | 7 | 7 | 6 | 6 | 4 | 4 | 4 | 4 | 4 | 4 | 4 | 4 | 4 | 4 | 4 | 0 |   |   |
| Résultat | D  | N  | N  | D  | D  | G  | G  | G  | G | G | N | N | D | D  | G | D  | G  | G | G | N | G | G | D | N | D | G | G | G | N | G | N | G | G | D | G | D | D | G | — | — | — |

### Supercoupe d'Algérie
Le match entre les deux équipes est le premier du genre en Supercoupe l'USM Alger à la recherche du troisième en cinquième finale et du CR Belouizdad pour la troisième finale à la recherche du premier titre, comme toute une saison se jouera le 1er novembre, Mais parce qu'il coïncide avec vendredi il a été retardé de 24 heures Fédération algérienne de football a été choisi Stade du 5-Juillet-1962, C'est la sixième fois que la finale se joue sur ce Stade et la première depuis 2007. Le 21 octobre, la LFP a décidé de reporter la finale à une autre date en raison d'un match sur le même stade le 3 novembre entre le Paradou AC et le KCCA FC en Coupe de la confédération. Après la récente poussée et traction, le président de la Ligue de football professionnel, Abdelkrim Medouar, a annoncé la date du 1er mai 2020 comme date de la finale un soir de Ramadan, en raison de la Pandémie de Covid-19 en Algérie, la finale est menacée d'annulation Le 4 octobre, le Bureau fédéral a décidé que la finale se jouerait avant le début de la saison 2020-2021 le 21 novembre 2020. Chaque équipe a été autorisée à faire cinq changement sans prolongation. De plus pour la première fois en Algérie, il y aura une femme comme arbitre, c'est Lamia Athmane comme quatrième arbitre officiel.

## Statistiques

### Statistiques collectives
| Compétition       | Débute au tour | Termine         | Matches joués | Gagnés | Nuls | Perdus | Buts pour | Buts contre | Différence |
| ----------------- | -------------- | --------------- | ------------- | ------ | ---- | ------ | --------- | ----------- | ---------- |
| Supercoupe        | Finale         | Finaliste       | 1             | 0      | 0    | 1      | 1         | 2           | −1         |
| Ligue 1           | -              | Troisième place | 38            | 19     | 8    | 11     | 62        | 39          | +23        |
| Coupe de la Ligue | 1/8 de finale  | Demi-finale     | 3             | 2      | 0    | 1      | 4         | 2           | +2         |
| Total             | -              | -               | 42            | 21     | 8    | 13     | 67        | 43          | +24        |

### Statistiques individuelles
(Mis à jour le 24 août 2021)
| Numéro | Nat. | Nom         | Championnat | Championnat | Championnat | Championnat  | Supercoupe | Supercoupe  | Supercoupe | Supercoupe   | Coupe de la Ligue | Coupe de la Ligue | Coupe de la Ligue | Coupe de la Ligue | Total | Total       | Total  | Total        |
| Numéro | Nat. | Nom         | M.j.        | But inscrit | Averti      | Carton rouge | M.j.       | But inscrit | Averti     | Carton rouge | M.j.              | But inscrit       | Averti            | Carton rouge      | M.j.  | But inscrit | Averti | Carton rouge |
| ------ | ---- | ----------- | ----------- | ----------- | ----------- | ------------ | ---------- | ----------- | ---------- | ------------ | ----------------- | ----------------- | ----------------- | ----------------- | ----- | ----------- | ------ | ------------ |
| 1      |      | Zemmamouche | 18          | -15         | 3           | 0            | 0          | -0          | 0          | 0            | 3                 | -2                | 0                 | 0                 | 21    | -17         | 3      | 0            |
| 16     |      | Guendouz    | 13          | -14         | 1           | 0            | 1          | -2          | 0          | 0            | 0                 | -0                | 0                 | 0                 | 14    | -16         | 2      | 0            |
| 27     |      | Sifour      | 8           | -11         | 0           | 0            | 0          | -0          | 0          | 0            | 0                 | -0                | 0                 | 0                 | 8     | -11         | 0      | 0            |
|        |      | Saouchi     | 1           | -0          | 0           | 0            | 0          | -0          | 0          | 0            | 0                 | -0                | 0                 | 0                 | 1     | -0          | 0      | 0            |
|        |      |             |             |             |             |              |            |             |            |              |                   |                   |                   |                   |       |             |        |              |
| 2      |      | Baouche     | 5           | 0           | 0           | 0            | 0          | 0           | 0          | 0            | 0                 | 0                 | 0                 | 0                 | 5     | 0           | 0      | 0            |
| 3      |      | Hamra       | 31          | 2           | 8           | 0            | 1          | 0           | 0          | 0            | 3                 | 0                 | 0                 | 0                 | 35    | 2           | 8      | 0            |
| 4      |      | Belaïd      | 33          | 1           | 4           | 0            | 0          | 0           | 0          | 0            | 3                 | 0                 | 2                 | 0                 | 36    | 1           | 6      | 0            |
| 5      |      | Bouchina    | 31          | 1           | 8           | 1            | 1          | 0           | 0          | 0            | 3                 | 0                 | 0                 | 0                 | 35    | 1           | 8      | 1            |
| 12     |      | Loucif      | 6           | 0           | 0           | 0            | 0          | 0           | 0          | 0            | 1                 | 0                 | 0                 | 0                 | 7     | 0           | 0      | 0            |
| 19     |      | Radouani    | 16          | 1           | 2           | 0            | 0          | 0           | 0          | 0            | 2                 | 0                 | 0                 | 0                 | 18    | 1           | 2      | 0            |
| 20     |      | Beneddine   | 30          | 0           | 1           | 0            | 1          | 0           | 0          | 0            | 3                 | 1                 | 0                 | 0                 | 33    | 1           | 1      | 0            |
| 21     |      | Alilet      | 13          | 1           | 2           | 0            | 1          | 0           | 0          | 0            | 1                 | 0                 | 0                 | 0                 | 15    | 1           | 2      | 0            |
| 22     |      | Achour      | 16          | 0           | 2           | 0            | 0          | 0           | 0          | 0            | 0                 | 0                 | 0                 | 0                 | 16    | 0           | 2      | 0            |
| 24     |      | Khemaissia  | 4           | 0           | 0           | 0            | 1          | 0           | 0          | 0            | 0                 | 0                 | 0                 | 0                 | 5     | 0           | 0      | 0            |
|        |      | Bensaid     | 1           | 0           | 0           | 0            | 0          | 0           | 0          | 0            | 0                 | 0                 | 0                 | 0                 | 1     | 0           | 0      | 0            |
|        |      |             |             |             |             |              |            |             |            |              |                   |                   |                   |                   |       |             |        |              |
| 6      |      | Chita       | 19          | 0           | 1           | 0            | 1          | 0           | 0          | 0            | 2                 | 0                 | 0                 | 0                 | 22    | 0           | 1      | 0            |
| 8      |      | Belarbi     | 7           | 0           | 2           | 0            | 0          | 0           | 0          | 0            | 0                 | 0                 | 0                 | 0                 | 7     | 0           | 2      | 0            |
| 10     |      | Boumechra   | 19          | 0           | 1           | 0            | 0          | 0           | 0          | 0            | 1                 | 0                 | 0                 | 0                 | 20    | 0           | 1      | 0            |
| 15     |      | Soula       | 24          | 2           | 3           | 0            | 0          | 0           | 0          | 0            | 1                 | 0                 | 0                 | 0                 | 25    | 2           | 3      | 0            |
| 17     |      | Benkhelifa  | 33          | 1           | 4           | 0            | 1          | 0           | 1          | 0            | 3                 | 0                 | 2                 | 0                 | 37    | 1           | 7      | 0            |
| 23     |      | Koudri      | 28          | 7           | 8           | 0            | 1          | 0           | 0          | 0            | 0                 | 0                 | 0                 | 0                 | 29    | 7           | 8      | 0            |
| 26     |      | Benhammouda | 32          | 2           | 6           | 0            | 1          | 0           | 0          | 0            | 3                 | 0                 | 1                 | 0                 | 36    | 2           | 7      | 0            |
|        |      |             |             |             |             |              |            |             |            |              |                   |                   |                   |                   |       |             |        |              |
| 7      |      | Belkacemi   | 37          | 16          | 2           | 0            | 1          | 0           | 0          | 0            | 3                 | 1                 | 1                 | 0                 | 41    | 17          | 2      | 0            |
| 9      |      | Benchaâ     | 15          | 3           | 3           | 0            | 0          | 0           | 0          | 0            | 2                 | 0                 | 0                 | 0                 | 17    | 3           | 3      | 0            |
| 11     |      | Zouari      | 28          | 7           | 5           | 0            | 1          | 0           | 0          | 0            | 2                 | 0                 | 0                 | 0                 | 31    | 7           | 5      | 0            |
| 13     |      | Belem       | 7           | 1           | 2           | 0            | 0          | 0           | 0          | 0            | 1                 | 0                 | 0                 | 0                 | 8     | 1           | 2      | 0            |
| 14     |      | Aliane      | 21          | 2           | 0           | 0            | 0          | 0           | 0          | 0            | 1                 | 0                 | 0                 | 0                 | 22    | 2           | 0      | 0            |
| 18     |      | Mahious     | 11          | 3           | 4           | 0            | 1          | 1           | 0          | 0            | 0                 | 0                 | 0                 | 0                 | 12    | 4           | 4      | 0            |
| 25     |      | Abdeldjelil | 3           | 0           | 1           | 0            | 1          | 0           | 0          | 0            | 0                 | 0                 | 0                 | 0                 | 4     | 0           | 1      | 0            |
| 25     |      | Opoku       | 16          | 4           | 1           | 0            | 0          | 0           | 0          | 0            | 1                 | 1                 | 0                 | 0                 | 17    | 5           | 1      | 0            |
| 28     |      | Naidji      | 14          | 4           | 0           | 0            | 0          | 0           | 0          | 0            | 3                 | 1                 | 0                 | 0                 | 17    | 5           | 0      | 0            |
| 29     |      | Louanchi    | 3           | 0           | 0           | 0            | 0          | 0           | 0          | 0            | 0                 | 0                 | 0                 | 0                 | 3     | 0           | 0      | 0            |
| 71     |      | Othmani     | 5           | 2           | 0           | 0            | 0          | 0           | 0          | 0            | 0                 | 0                 | 0                 | 0                 | 5     | 2           | 0      | 0            |

#### Onze de départ (toutes compétitions)
(Mis à jour le 24 août 2021)
| No. | Pos. | Joueur                     | Titulaire | Notes                                 |
| --- | ---- | -------------------------- | --------- | ------------------------------------- |
| 1   | GB   | Mohamed Lamine Zemmamouche | 21        | Alexis Guendouz a 14 titularisations  |
| 5   | DC   | Mustapha Bouchina          | 35        | Zineddine Belaïd a 36 titularisations |
| 3   | DC   | Abderrahim Hamra           | 35        | Adem Alilet a 15 titularisations      |
| 22  | DD   | Fateh Achour               | 16        | Saâdi Radouani a 18 titularisations   |
| 20  | DG   | Mehdi Beneddine            | 34        | Houari Baouche a 5 titularisations    |
| 23  | MD   | Hamza Koudri               | 29        | Oussama Chita a 22 titularisations    |
| 17  | MD   | Taher Benkhelifa           | 37        | Kamel Belarbi a 7 titularisations     |
| 26  | AiD  | Billel Benhammouda         | 36        | Mazire Soula a 25 titularisations     |
| 11  | AiG  | Abdelkrim Zouari           | 31        | Aymen Mahious a 12 titularisations    |
| 7   | AC   | Ismail Belkacemi           | 41        | Zakaria Benchaâ a 17 titularisations  |
| 25  | AC   | Kwame Opoku                | 17        | Hamed Belem a 8 titularisations       |

### Statistiques des buteurs
|        | Buteur             | Ligue 1 | Coupe de la Ligue | Supercoupe | Total | Min  | MJ |
| ------ | ------------------ | ------- | ----------------- | ---------- | ----- | ---- | -- |
| TOTAL1 | TOTAL1             | 60      | 4                 | 1          | 65    | 3810 | 42 |
| 1      | Ismail Belkacemi   | 16      | 0                 | 1          | 17    | -    | -  |
| 2      | Hamza Koudri       | 7       | 0                 | 0          | 7     | -    | -  |
| 2      | Abdelkrim Zouari   | 7       | 0                 | 0          | 7     | -    | -  |
| 4      | Kwame Opoku        | 4       | 0                 | 1          | 4     | -    | -  |
| 4      | Zakaria Naidji     | 4       | 0                 | 1          | 4     | -    | -  |
| 6      | Aymen Mahious      | 3       | 1                 | 0          | 3     | -    | -  |
| 6      | Zakaria Benchaâ    | 3       | 0                 | 0          | 3     | -    | -  |
| 8      | Billel Benhammouda | 2       | 0                 | 0          | 2     | -    | -  |
| 8      | Mazire Soula       | 2       | 0                 | 0          | 2     | -    | -  |
| 8      | Yacine Aliane      | 2       | 0                 | 0          | 2     | -    | -  |
| 8      | Abderrahim Hamra   | 2       | 0                 | 0          | 2     | -    | -  |
| 8      | Abderraouf Othmani | 2       | 0                 | 0          | 2     | -    | -  |
| 13     | Saâdi Radouani     | 1       | 0                 | 0          | 1     | -    | -  |
| 13     | Mustapha Bouchina  | 1       | 0                 | 0          | 1     | -    | -  |
| 13     | Adem Alilet        | 1       | 0                 | 0          | 1     | -    | -  |
| 13     | Hamed Belem        | 1       | 0                 | 0          | 1     | -    | -  |
| 13     | Taher Benkhelifa   | 1       | 0                 | 0          | 1     | -    | -  |
| 13     | Zineddine Belaïd   | 1       | 0                 | 0          | 1     | -    | -  |
| 13     | Mehdi Beneddine    | 0       | 0                 | 1          | 1     | -    | -  |

1. Total des buts dans le jeu, hors c-s-c.